# Evangelische Kirche Bindsachsen

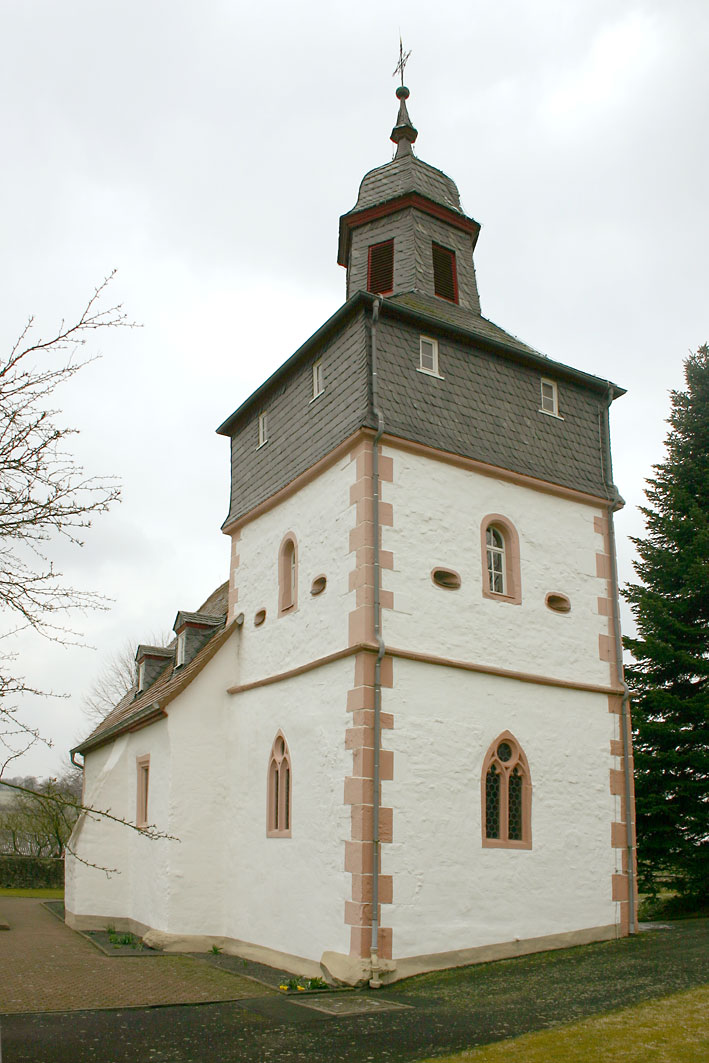
Evangelische Kirche

Die evangelische Kirche ist ein denkmalgeschütztes Kirchengebäude in Bindsachsen, einem Ortsteil von Kefenrod im Wetteraukreis (Hessen).

## Geschichte und Architektur
Die ehemalige Wehranlage liegt oberhalb des Dorfes. Um 1475 wurde das Gebäude zur Wehrkirche ausgebaut. Der kleine, im Kern romanische Saalbau, wurde 1694 beim Einbau der Emporen erhöht und mit einem Holztonnengewölbe überwölbt. Der gedrungene spätgotische Chorturm mit Zugang im Obergeschoss ist mit Schießscharten ausgerüstet. Er wurde zwischen 1470 und 1480 errichtet. Die Glockenstube ist verschiefert, der Turm ist mit einer barocken Haube bekrönt. Im September 1796 wurde die Kirche vom Korps Bernadotte geplündert und als Pferdestall benutzt. Die Bänke wurden verbrannt. Die einheitliche Ausstattung der Kirche stammt überwiegend aus der Zeit von 1783 bis 1785. Das Gebäude wurde 1812 baufällig, es bestand Einsturzgefahr. Eine umfassende Renovierung wurde vorgenommen. Die nächste Renovierung erfolgte 1901. Bei einer weiteren Grundsanierung im Jahr 1966 wurde die gesamte Einrichtung entfernt und in der Mitte der 1980er Jahre wieder eingebracht. Die beiden Glocken  stammen aus dem Jahr 1759. Sie wurden von Johann Peter Bach aus Windecken gegossen. Bemerkenswert ist die reiche Verzierung.